# 273230 de Bruyn
273230 de Bruyn este un asteroid din centura principală de asteroizi.

## Descriere
273230 de Bruyn este un asteroid din centura principală de asteroizi. A fost descoperit pe 1 mai 2006 la Mauna Kea de Paul Wiegert. Asteroidul prezintă o orbită caracterizată de o semiaxă mare de 3,01 ua, o excentricitate de 0,11 și o înclinație de 8,4° în raport cu ecliptica.